# Im Nin'alu
"Im Nin'alu" (אם ננעלו) – utwór izraelskiej piosenkarki Ofry Hazy, wydany w 1988 roku.

## Ogólne informacje
Był to pierwszy singiel z płyty Shaday. Wcześniej piosenkę wydano na płycie Yemenite Songs z 1984 roku a następnie na Ofra Haza w 1997. Pierwsza prezentacja utworu miała miejsce w 1978 na izraelskim kanale telewizyjnym, gdzie Ofra śpiewała na żywo. Piosenka w zremiksowanej wersji stała się ogromnym przebojem w Europie, dostając się do Top 10 w kilku krajach, gdzie w większości zajęła szczytowe pozycję. W RFN przebywała na pierwszym miejscu przez dziewięć tygodni. W Wielkiej Brytanii i Ameryce osiągnęła #15 pozycję. Utwór był wielokrotnie coverowany i remiksowany.

## Oficjalne wersje i remiksy
1984
- Original recording, Yemenite Songs album a.k.a. Traditional Version - 5:18

1988
- Shaday Album Mix (Played In Full 7" Mix - English Vocal - Edited) - 3:29
- Played In Full Edit (Ariola Records 7", West Germany) - 3:53
- Played In Full 7" Mix - 4:05
- Played In Full 7" Mix - English Vocal - 4:05
- Played In Full - 7" Yemen Vocal (Teldec 7", West Germany) - 4:50
- Played In Full Mix (12") - 5:45
- Instrumental Dub (U.S. 12") - 5:49
- Extended Mix (12") - 6:40
- Gates of Heaven Mix (Mark Kamins and Frank Inglese, U.S. 12") - 6:54

1997
- "Im Nin'alu 2000" - 1997 re-recording, album Ofra Haza - 3:38
- 1997 Re-Recording - Ofra Goes To Hollywood Mix ("Show Me" Promo 12", Germany) - 5:15
- 1997 Re-Recording - Some Skunk Funk Remix ("Show Me" Promo 12", Germany) - 7:30

2008
- 2008 Version, album Forever Ofra Haza - Her Greatest Songs Remixed
- Unplugged Mix, album Forever Ofra Haza - Her Greatest Songs Remixed
- Bridge Mix, album Forever Ofra Haza - Her Greatest Songs Remixed
- Brixxton Squad Mix, album Forever Ofra Haza - Her Greatest Songs Remixed

## Certyfikaty
| Kraj    | Certyfikat | Data wydania     | Sprzedaż |
| ------- | ---------- | ---------------- | -------- |
| Francja | Srebro     | 1988             | 200,000  |
| Niemcy  | Złoto      | 1988             | 250,000  |
| Szwecja | Złoto      | 21 września 1988 | 10,000   |

## Listy przebojów
| Notowanie (1988/89)                      | Pozycja |
| ---------------------------------------- | ------- |
| Finlandia                                | 1       |
| Irlandia                                 | 16      |
| Hiszpania                                | 1       |
| UK Singles (The Official Charts Company) | 15      |
| U.S. Billboard Hot Dance Club Play       | 15      |
| U.S. Billboard Hot Modern Rock Tracks    | 18      |

| Notowanie końcoworoczne (1988) | Pozycja |
| ------------------------------ | ------- |
| Austrian Singles Chart         | 11      |
| Swiss Singles Chart            | 4       |